# El man es Germán
El man es Germán es una serie de televisión colombiana, creada por Juan Manuel Cáceres. Se trata de una serie derivada de la telenovela Las detectivas y el Víctor. La trama se centra en las divertidas situaciones que vive a diario el punk Germán Quintero (Santiago Alarcón), sus amigos punkeros y su familia.
El 1 de octubre de 2018, más de 6 años después de su salida del aire, se confirmó que la serie había sido renovada para una cuarta temporada a estrenarse en 2019.

## Sinopsis

### Primera, segunda y tercera temporada
Basada en la típica comedia familiar costumbrista colombiana, la historia trata las aventuras y desventuras de un hombre sin oficio que estuvo en los Estados Unidos para volver a su tierra natal, pero que cuando regresa, afrontará una serie de sucesos cómicos, siendo conocido como el «macho alfa de la manada», al lado de sus amigos y la gente del barrio donde creció.
En este colorido y popular universo de personajes y de vida de barrio, se desarrollan las historias de El man es Germán. Una divertida comedia donde se ve el diario vivir del colombiano común y corriente: el rebusque, la solidaridad, la esperanza, los afectos, la «mamadera de gallo» y todas esas virtudes y defectos que forman parte de esta cultura llena de diversidad.
Luego de una tormentosa travesía por Miami (Estados Unidos) y de padecer en carne propia el «sueño americano», Germán Quintero (Santiago Alarcón) regresa al barrio, según él, a recuperar su «territorio» (el barrio), su «hembra» Jasbleidy (Heidy Bermúdez) y su «cachorro» Jonathan (Jesús Forero).
Sin embargo, al llegar allí se lleva varias sorpresas en torno a sus conocidos. Claro ejemplo es Graciela (Marcela Gallego), quien luego de casarse con un extranjero adinerado, ahora tiene un elegante gimnasio de barrio y una tienda mucho mejor que la que tenía antes. Y otro caso es el de Jasbleidy, quien ahora tiene una relación con Samir "Bola 8" (Omar Murillo).
En cuanto a la gente nueva, se encuentra Calixto (Santiago Rodríguez), el entrenador de una escuela de fútbol que se encuentra cerca del gimnasio de Graciela. Generalmente tiene conflictos con Germán con relación a Jonathan, uno de sus alumnos, y a las mujeres del barrio. Y a esto se añade Paty (Aída Bossa), una santandereana que habla "hasta por las orejas", la cual vive pendiente y enamorada de Germán.
A pesar de las cosas, cuenta incondicionalmente con la amistad de sus amigos punketos, Frito (Santiago Reyes), Michael Giovanny (Rafael Zea) y "Bultoe'sal" (Javier Peraza), así como con el amor, cariño, respeto y admiración de su hijo.

### Cuarta temporada
Después de siete años, varias cosas han cambiado en el barrio. Graciela tiene un cibercafé bastante amplio y exitoso, Paty aún continúa trabajando y comadreando con Graciela, Germán tiene un pequeño gimnasio donde enseña crossfit, y vive junto a su hijo Jonathan y su nuera Britney. A esto se añade Frito, Michael Giovanny y Bultoe'sal, que continúan como amigos de Germán y ahora de Jonathan . Aunque a Jonathan lo suelen apodar "Tigre", Britney lo llama "Gatico". De la relación de Jonathan y Britney, nació Jasbleidy "la Leona" (en honor a Jasbleidy, quien había fallecido dos años antes del nacimiento de su nieta).
También se presenta un nuevo personaje antagónico: Hernando Pérez (Julián Arango) "Don HP", el dueño del supermercado "Don H", quien además de ser presumido, altanero y ventajista, es el padre de Britney y suegro de Jonathan; ya sea por asuntos personales o de negocios, siempre tiene roces con Germán. A Hernando, lo secunda Cónsul oriundo de Puerto Boyacá (Milton Lopezarrubla), el empleado del supermercado, quien es mano derecha y hombre de confianza de su jefe. Aunque suele ser condescendiente con Hernando, es bueno y trabajador, además de que simpatiza con Germán y los amigos de éste.

## Amargo amor
Amargo amor es una telenovela que se emite dentro de la serie únicamente en la cuarta temporada. Habitualmente, tanto Germán como otros personajes ven esta telenovela mientras se presenta alguna situación dentro de la trama. Está protagonizada por Aída Bossa y cuenta con la participación antagónica de Marcela Gallego.
La telenovela se ambienta supuestamente en México, y los personajes principales de la serie asumen diferentes roles dentro de esta. La trama es una sátira sobre las telenovelas mexicanas.
- - Aída Bossa - Laura Victoria Estefania de los Ángeles
  - Santiago Alarcón - Luis Eduardo Alfonso
  - Marcela Gallego - Lucrecia Santana
  - Julián Arango - Jesús María / Roberto Antonio de las Mercedes
  - Santiago Reyes - Fabricio Santacaloma / Padre Tomás
  - Heidy Bermúdez - Luciana de las Estrellas
  - Rafael Zea - Notario
  - Javier Eduardo Peraza - Poli Pérez
  - Jesús Forero - Manuel Mariano Dimitri
  - Laura Mar Hernández - Novia de Manuel
  - Milton Lopezarrubla - Domingo

## Germán Retro
Germán Retro es un segmento de la serie que solo se emite en la cuarta temporada. Es protagonizada por todos los personajes principales de la serie a excepción de Germán, quien se presenta en flashbacks.
Se sitúa en el ático del gimnasio de Germán, lugar que nadie sabía que existía, inclusive Hernando que era el propietario pero el único que tiene acceso es el propio Germán. Es de ahí que los demás logran ingresar a ese lugar y descubren las pertenencias de Germán, entre ellos varios VHS que cuentan con episodios de las anteriores temporadas los cuales, son emitidos dentro de la serie.
El segmento se caracteriza debido a que todos los personajes interactúan con el público a través de una transmisión en vivo por internet.

## Episodios
| Temporada | Temporada | Episodios | Episodios | Emisión original        | Emisión original         |
| Temporada | Temporada | Episodios | Episodios | Primera emisión         | Última emisión           |
| --------- | --------- | --------- | --------- | ----------------------- | ------------------------ |
|           | 1         | 103       | 103       | 20 de diciembre de 2010 | 24 de marzo de 2011      |
|           | 2         | 37        | 37        | 21 de agosto de 2011    | 19 de septiembre de 2011 |
|           | 3         | 24        | 24        | 11 de diciembre de 2011 | 6 de febrero de 2012     |
|           | 4         | 153       | 153       | 20 de mayo de 2019      | 20 de diciembre de 2019  |

## Reparto

### Principal
- En la tabla los personajes principales y antagónicos  van en orden cronológico según la temporada en que entraron y luego los coprotagonistas van en orden alfabético.

| Interpretado por      | Personaje                                                    | Temporada     | Temporada     | Temporada     | Temporada                                 |
| Interpretado por      | Personaje                                                    | 1             | 2             | 3             | 4                                         |
| Protagonistas         | Protagonistas                                                | Protagonistas | Protagonistas | Protagonistas | Protagonistas                             |
| --------------------- | ------------------------------------------------------------ | ------------- | ------------- | ------------- | ----------------------------------------- |
| Santiago Alarcón      | Germán Quintero "El Macho Alfa"                              | Protagonista  | Protagonista  | Protagonista  | Protagonista                              |
| Heidy Bermúdez        | Jasbleidy Cardozo "Chiquita Brava"                           | Protagonista  | Protagonista  | Protagonista  | Flashback( Del 1-88) Protagonista(89-153) |
| Omar Murillo          | Samir Porras "Bola 8"                                        | Antagonista   | Antagonista   | Antagonista   | Flashback(Varios) Invitado (49,90)        |
| Santiago Rodríguez    | Calixto Eugenio López                                        | Antagonista   | Antagonista   | Antagonista   | Flashback                                 |
| Julián Arango         | Hernando Pérez "Don HP"                                      |               |               |               | Antagonista Principal                     |
| Coprotagonistas       |                                                              |               |               |               |                                           |
| Aída Bossa            | Laura Patricia Neira "Paty"                                  |               |               |               |                                           |
| Javier Eduardo Peraza | Emiro Eduardo Salinas "Bulto'e Sal"                          |               |               |               |                                           |
| Jesús Forero          | Jonathan David Quintero Cardozo "El Tigre" "Gatito"          |               |               |               |                                           |
| Laura Mar Hernández   | Britney Rocío Pérez                                          |               |               |               |                                           |
| Marcela Gallego       | Graciela López Rodríguez "Doña Grace"                        |               |               |               |                                           |
| Milton Lopezarrubla   | Cónsul Alberto Ladino                                        |               |               |               |                                           |
| Rafael Zea            | Michael Giovanny de los Santos Tía Gladys(Alterego 4.ª temp) |               |               |               |                                           |
| Santiago Reyes        | Cristian Rojas "Frito"                                       |               |               |               |                                           |

### Personajes Secundarios
Esta tabla está ordenada alfabéticamente según el intérprete.

     El personaje apareció permanentemente durante esa temporada.
     El personaje no apareció durante esa temporada.
| Benilda Torres          | Doña Mary "La Cámara de Seguridad 2"              | Vecina chismosa                   |  |  |  |  |                                |                                      |                   |                  |                       |  |  |  |  |
| Carlos Humberto Camacho | Doctor Marcelo Cantor                             | Doctor de la Clínica de reposo    |  |  |  |  |                                |                                      |                   |                  |                       |  |  |  |  |
| César Álvarez           | Luis Eduardo Chacón                               | Periodista del noticiero          |  |  |  |  | Jeymmy Paola Vargas            | Damaris                              | Cristina Penagos  | Martha Melo Díaz | Profesora de Johnatan |  |  |  |  |
| Diana Belmonte          | Kassandra                                         | Clarividente y novia de Frito     |  |  |  |  | Ella Margarita Becerra Ramírez | Linda Giovanna Gallón "La Picapolla" | Esposa de Michael |                  |                       |  |  |  |  |
| Felipe Vallejo          | Padre Tomás                                       |                                   |  |  |  |  |                                |                                      |                   |                  |                       |  |  |  |  |
| Humberto Arango         | Tomas, El Maestro Alfa                            |                                   |  |  |  |  |                                |                                      |                   |                  |                       |  |  |  |  |
| Inés Prieto             | Tía Yolanda Santos                                | Tía de Michael                    |  |  |  |  |                                |                                      |                   |                  |                       |  |  |  |  |
| Joavany Álvarez         | Padre                                             |                                   |  |  |  |  |                                |                                      |                   |                  |                       |  |  |  |  |
| Jorge Muñoz             | Wilson                                            | Empleado de la Tienda de Grace    |  |  |  |  |                                |                                      |                   |                  |                       |  |  |  |  |
| Julián Cabrales         | Agente Bajillo                                    | Policía del sector                |  |  |  |  |                                |                                      |                   |                  |                       |  |  |  |  |
| Julián Gutiérrez        | Extraviado/Pelos                                  | Empleado de Don HP                |  |  |  |  |                                |                                      |                   |                  |                       |  |  |  |  |
| Katherine Castrillón    | María Dolly Lorena de todos los Santos y de la O. | Psicóloga de la Clínica de Reposo |  |  |  |  |                                |                                      |                   |                  |                       |  |  |  |  |
| Lina Restrepo           | Rosa                                              | Jardinera del Cementerio          |  |  |  |  |                                |                                      |                   |                  |                       |  |  |  |  |
| Luz Estrada             | Madeleine Rocío Quiroga                           |                                   |  |  |  |  |                                |                                      |                   |                  |                       |  |  |  |  |
| Mariana Vásquez         | Jasbleidy Quintero Pérez "La Leona"               | Hija de Jonathan y Britney        |  |  |  |  |                                |                                      |                   |                  |                       |  |  |  |  |
| Nestor Alfonso Rojas    | Teniente Altillo                                  | sector                            |  |  |  |  |                                |                                      |                   |                  |                       |  |  |  |  |
| Paula Estrada           | Patricia                                          | Abogada y amiga de Germán         |  |  |  |  |                                |                                      |                   |                  |                       |  |  |  |  |
| Olga Garavito           | Doña Cony "La Cámara de Seguridad 1"              | Vecina chismosa                   |  |  |  |  |                                |                                      |                   |                  |                       |  |  |  |  |
| Santiago Soto           | Máximo                                            | Gamín, amigo de Germán            |  |  |  |  |                                |                                      |                   |                  |                       |  |  |  |  |

### Actuaciones Especiales
Solo aparecieron entre 1-5 episodios.
| Interpretado por        | Personaje                            | Rol                                                           | Temporada   |
| ----------------------- | ------------------------------------ | ------------------------------------------------------------- | ----------- |
| Aída Morales            | Mirta Paredes "La Mafiosa"           |                                                               | 4           |
| Álberto Saavedra        | Don Eugenio González†                | Señor del ancianato                                           | 1,4         |
| Alejandra Chamorro      | Paloma Valencia                      | "Amiga de Britney"                                            | 4           |
| Andrés Ruíz             | Orteguita                            | Amigo de Germán que le proponía negocios o trabajos inusuales | 1-3         |
| Altafulla               | Aldemarcito                          | Cantante de música urbana                                     | 4(117)      |
| Bárbara Pérea           | Josefina "Doña Pina"                 | Amiga de Grace                                                | 3           |
| Bernardo García         |                                      | Tío de la Picapolla                                           | 3-4         |
| Biassini Segura         | Rómulo                               | Obsesionado por Paty                                          | 4           |
| Claudia Rocio Mora      |                                      | Mamá de Stiven Calixto                                        | 2-3         |
| Diego Vélez             | Silvestre Quiroga                    | Papá de Madeleine                                             |             |
| Germán Escallón         | Calixto López Senior                 | Papá de Calixto                                               | 3           |
| Germán Escallón         | Don Lucas Sinisterra "Copito"        | Señor del ancianato                                           | 4           |
| Germán Tóvar            | Pedro Rojas "Don Rojitas"            | Papá de Frito                                                 | 1-3         |
| Fabián Mendoza          | Edil-Berto                           | Edil de la localidad.                                         | 1-4         |
| Fernando Corredor       | Don Heraclio                         | Maestro Omega                                                 | 2-3         |
| Hermes Camelo           | Don Pocho Matamoros                  | Mafioso del Barrio                                            | 1-3         |
| Horario Tavera          | "Baby Soriano"                       | Boxeador profesional                                          | 1           |
| Jaime Santos            | Leonardo Jiménez "El Viejo Zorro"    | Dueño del local del gimnasio de Grace                         | 1           |
| Jennifer Steffens       | Doña Mercedes Gutiérrez de Rodríguez | Amiga de Doña Grace                                           | 3           |
| Jenny Vargas            | Lady                                 | Esposa de Don Pocho                                           | 1-3         |
| Jorge Herrera           | Arnulfo "Don Gótica"                 | Prestamista de dinero                                         | 1,4         |
| Juana Arboleda          | Azucena "La Loca"                    |                                                               | 4           |
| Juan Carlos Yela        | "Renacuajo"                          | Atracador, que es regenerado por Germán y sus amigos          | 4           |
| Juan Sebastián Parada   | Stiven Calixto                       |                                                               | 2-3         |
| Juan Sebastián Parada   | Calixto López(Niño-Flashback)        |                                                               | 3           |
| Juan Pablo Segura       | Gonzalo González "El Cazalentos"     |                                                               | 4           |
| José Simhon             | Salvador, el hipnotizador            |                                                               | 4           |
| Kenny Delgado           | Juan Manuel                          | Jefe de Berta, Aura María y Sandra                            | 4           |
| Lorna Cepeda            | Ceccilia                             | Mamá de Brtiney                                               | 4           |
| Luces Velásquez         | Bertha de González                   | Crossover con Betty la Fea                                    | 4 (Cap 132) |
| Luis Fernando Bohórquez | Rastamiro                            | Padre biológico de Britney                                    | 4           |
| Marcela Posada          | Sandra Patiño " La Jirafa"           | Crossover con Betty la Fea                                    | 4 (Cap 132) |
| Marcela Valencia        | Doña Matilde                         |                                                               | 4           |
| Martha Isabel Bolaños   | Derlys Jiménez                       |                                                               | 4           |
| Obeida Benavides        | Doña Emira                           | Madre de Bulto e' Sal                                         | 4           |
| Pepe Sánchez            | Don Germán Quintero                  | Papá de Germán                                                | 2           |
| Estefanía Gómez         | Aura Maria Fuentes Rico              | Crossover con Betty la Fea                                    | 4 (Cap 132) |
| Rafael Taibo            |                                      | Torero Maestro                                                | 1 (Cap 9)   |
| Tim Janssen             | Tom, el gringo                       |                                                               | 1-4         |
| Toto Vega               | Detective Miranda                    |                                                               | 1           |
| Valentina Serna         | Arantxa,la estafadora                |                                                               | 4           |
| Vanessa Silva Sperka    | Alicia Rincón "La Venezolana"        |                                                               | 4           |

### Invitados especiales
Celebridades o personajes, que actúan como ellos mismos.
Está en orden alfabético
| Artista                   | Ocupación                          | Temp | Episodio |
| ------------------------- | ---------------------------------- | ---- | -------- |
| Andy Rivera               | Cantante                           | 4    |          |
| Antony de Ávila           | Exfutbolista                       | 1    | 9        |
| Arnoldo Iguarán           | Exfutbolista                       | 1    | 9        |
| Carlos Fernando Galán     | Político colombiano                | 4    | 109      |
| Carolina Cruz             | Modelo y presentadora              | 3    | 3        |
| Claudia López             | Política colombiana                | 4    | 109      |
| Consuelo González Cuéllar | Directora de televisión            | 4    | 93       |
| Héctor Alejandro Moncada  | Libretista de televisión           | 4    | 93       |
| Hollman Morris            | Político colombiano                | 4    | 109      |
| J Balvin                  | Cantante de música urbana          | 1    | 70       |
| John Jairo Tréllez        | Exfutbolista                       | 1    | 9        |
| Jorge Barón               | Presentador de TV                  | 4    | 33       |
| Juan Manuel Cáceres Niño  | Libretista de televisión           | 4    | 93       |
| Los Rolling Ruanas        | Grupo musical de música colombiana | 4    | 22       |
| Miguel Uribe Turbay       | Político colombiano                | 4    | 109      |
| Rafa Taibo                | Él mismo                           | 4    | 68       |
| Ramiro Meneses            | Actor y director de TV             | 4    | 93       |
| Ricardo "El Gato" Pérez   | Exfutbolista                       | 1    | 9        |
| Salomón Bustamante        | Presentador de TV                  | 4    | 88       |
| Viña Machado              | Actriz y modelo                    | 4    | 88       |
| Yaneth Waldman            | Actriz y presentadora              | 4    | 88       |
| Yokoi Kenji Diaz          | Conferencista                      | 4    | 39       |

## Banda sonora
La producción musical de la serie estuvo a cargo de Juan Gabriel Turbay, tanto en la parte de la música incidental como en las canciones de la serie.
Listado de pistas
| N.º | Título                                                                      | Duración |  |
| 1.  | «Germán Aeróbicos» (Santiago Alarcón / Germán)                              | 2:37     |  |
| 2.  | «Lejos de mí» (Marcela Gallego / Doña Grace)                                | 2:28     |  |
| 3.  | «Mujer de Lucha» (Aída Bossa / Patty)                                       | 2:26     |  |
| 4.  | «Hoy me siento chimbita» (Rafael Zea / Maicol Giovanny)                     | 3:05     |  |
| 5.  | «El Billetico» (Julián Arango / Don HP)                                     | 2:18     |  |
| 6.  | «El Rock de Frito» (Santiago Reyes / Frito & Javier Peraza / & Bulto'e Sal) | 2:49     |  |
| 7.  | «El Tupa Tupa» (Santiago Alarcón / Germán)                                  | 2:33     |  |
| 8.  | «El Rap de Bulto E' Sal» (Javier Peraza / Bulto'e Sal)                      | 2:15     |  |
| 9.  | «Estar contigo» (Jesús Forero / Jonathan "El Tigre")                        | 2:37     |  |
| 10. | «Gracias a ti» (Laura Mar Hernández / Britney)                              | 2:36     |  |
| 11. | «La Cumbia Calixtera» (Santiago Rodríguez / Calixto)                        | 2:52     |  |
| 12. | «Amigos del Alma» (Juan Gabriel Turbay)                                     | 1:25     |  |
| 13. | «Dinastía Alfa» (Santiago Alarcón/Germán)                                   | 2:34     |  |
| 14. | «Pa' las que sea» (Milton Lópezarrubla /Cónsul)                             | 2:00     |  |

| Otras canciones no cantadas por el elenco |                                        |          |  |
| N.º                                       | Título                                 | Duración |  |
| 1.                                        | «Trampas del amor» (Daniel Vengoechea) | 1:45     |  |
| 2.                                        | «Ahora Dime» (Alberto Plaza)           |          |  |

## Premios y nominaciones

### Premios India Catalina
| Año    | Categoría                                              | Nominado(a)                                    | Resultado | Ref.   |
| ------ | ------------------------------------------------------ | ---------------------------------------------- | --------- | ------ |
| 2011   | Mejor actor protagónico de serie o miniserie           | Santiago Alarcón                               | Ganador   |        |
| 2011   | Mejor historia y libreto original de serie o miniserie | Juan Manuel Cáceres y Héctor Alejandro Moncada | Nominados |        |
| 2011   | Mejor banda sonora de serie o miniserie                | Juan Gabriel Turbay                            | Nominado  |        |
| '2020' | Mejor actriz de reparto                                | Aída Bossa                                     | Ganadora  | [ 24 ] |
| '2020' | Mejor actor de reparto                                 | Rafael Zea                                     | Ganador   | [ 24 ] |

### Premios TVyNovelas
| Año  | Categoría                                 | Nominado(a)                                    | Resultado | Ref. |
| ---- | ----------------------------------------- | ---------------------------------------------- | --------- | ---- |
| 2011 | Serie favorita                            | Serie favorita                                 | Nominada  |      |
| 2011 | Actor protagónico favorito de serie       | Santiago Alarcón                               | Ganador   |      |
| 2011 | Actor antagónico favorito de serie        | Santiago Rodríguez                             | Ganador   |      |
| 2011 | Actriz de reparto favorita de serie       | Aída Bossa                                     | Ganadora  |      |
| 2011 | Actor de reparto favorito de serie        | Santiago Reyes                                 | Ganador   |      |
| 2011 | Actriz o actor revelación favorito        | Rafael Zea                                     | Ganador   |      |
| 2011 | Director favorito e telenovela o serie    | Consuelo González                              | Nominada  |      |
| 2011 | Libretista favorito de telenovela o serie | Juan Manuel Cáceres y Héctor Alejandro Moncada | Nominados |      |
| 2011 | Tema musical favorito                     | Juan Gabriel Turbay                            | Nominado  |      |